# Playas de Castellón FS
Playas de Castellón Fútbol Sala ist ein spanischer Futsalverein aus Castellón de la Plana. Der Klub spielt derzeit in der División de Honor de Fútbol Sala, der höchsten Spielklasse des Landes. Playas de Castellón erlebte die erfolgreichste Epoche zwischen 2000 und 2003, als man zweimal die spanische Meisterschaft und ebenso oft den UEFA-Futsal-Pokal erobern konnte.

## Geschichte
Playas de Castellón wurde 1983 von Arbeitern der Firma Macer, als Club Macer FS, in der kleinen Stadt Almazora gegründet. Nach diversen regionalen Erfolgen, und dem Aufstieg in die erste División im Jahr 1989, zog der Verein 1994 schließlich in die Provinzhauptstadt Castellón de la Plana um, und nahm den aktuellen Vereinsnamen Playas de Castellón an. Den ersten Meistertitel feierte der Verein in der Saison 1999/00 und konnte diesen im folgenden Jahr erfolgreich verteidigen. Das berechtigte zur Teilnahme am ersten UEFA-Futsal-Pokal, dem man durch einen 5:1-Sieg im Finale gegen das Belgische Action 21 Charleroi gewann. Als Titelverteidiger war man auch im höchsten europäischen Turnier der Saison 2002/03 vertreten, und konnte, in einer Neuauflage des Finales, erneut den Pokal holen, diesmal durch 1:1 im Auswärtsspiel und ein 6:4 in Castellón.

## Erfolge
- UEFA-Futsal-Pokal (2): 2001/02, 2002/03
- Spanische Meisterschaft (2): 1999/00, 2000/01
- Spanischer Supercup (1): 2005